# Léon Perrault

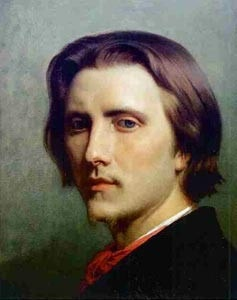
Léon Perrault, zelfportret

Léon Bazille Perrault (Poitiers, 16 juni 1832 - Royan, 16 augustus 1908) was een Frans kunstschilder. Hij wordt gerekend tot de academische kunst.

## Leven en werk
Perrault was van eenvoudige komaf en werkte aanvankelijk als kleermaker. Vanaf zijn negentiende volgde hij lessen aan de École des Beaux-Arts. Ook was hij een tijdje leerling van François-Édouard Picot en later bij William-Adolphe Bouguereau. In 1861, bijna dertig jaar oud, vestigde hij zich in Parijs en koos hij definitief voor zijn passie: het schildersvak. In 1863 exposeerde hij voor het eerst in de Parijse salon, waar zijn werken ook later nog talloze keren zouden worden toegelaten. In 1889 won hij een medaille op de Parijse wereldtentoonstelling.
Perrault was een schoolvoorbeeld van de academische kunst, die in het midden van de negentiende eeuw nog hoogtij vierde, vooral in Frankrijk. Hij schilderde mythologische thema's, naakten en enigszins sentimentele genrewerken met kinderen. In zijn tijd was hij een gevierd kunstenaar, die werk gekocht maakte voor hooggeplaatste personen, zoals Napoleon III. In de twintigste eeuw raakte hij sterk in de vergetelheid, hoewel zijn werken tegenwoordig weer hoge prijzen opbrengen op veilingen, vaak vele tienduizenden euro's per stuk.
Perrault werd in 1887 opgenomen in het Franse Legioen van Eer. Hij overleed in 1908, 76 jaar oud.

## Galerij

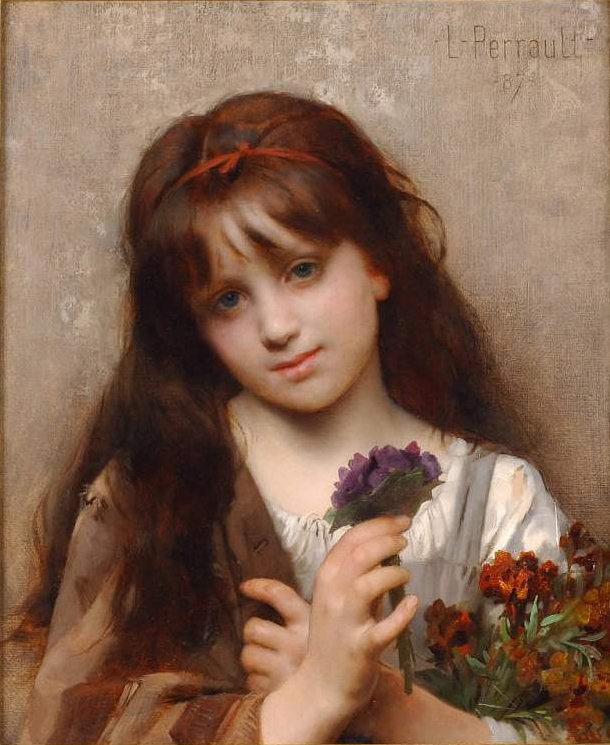
De bloemenverkoopster
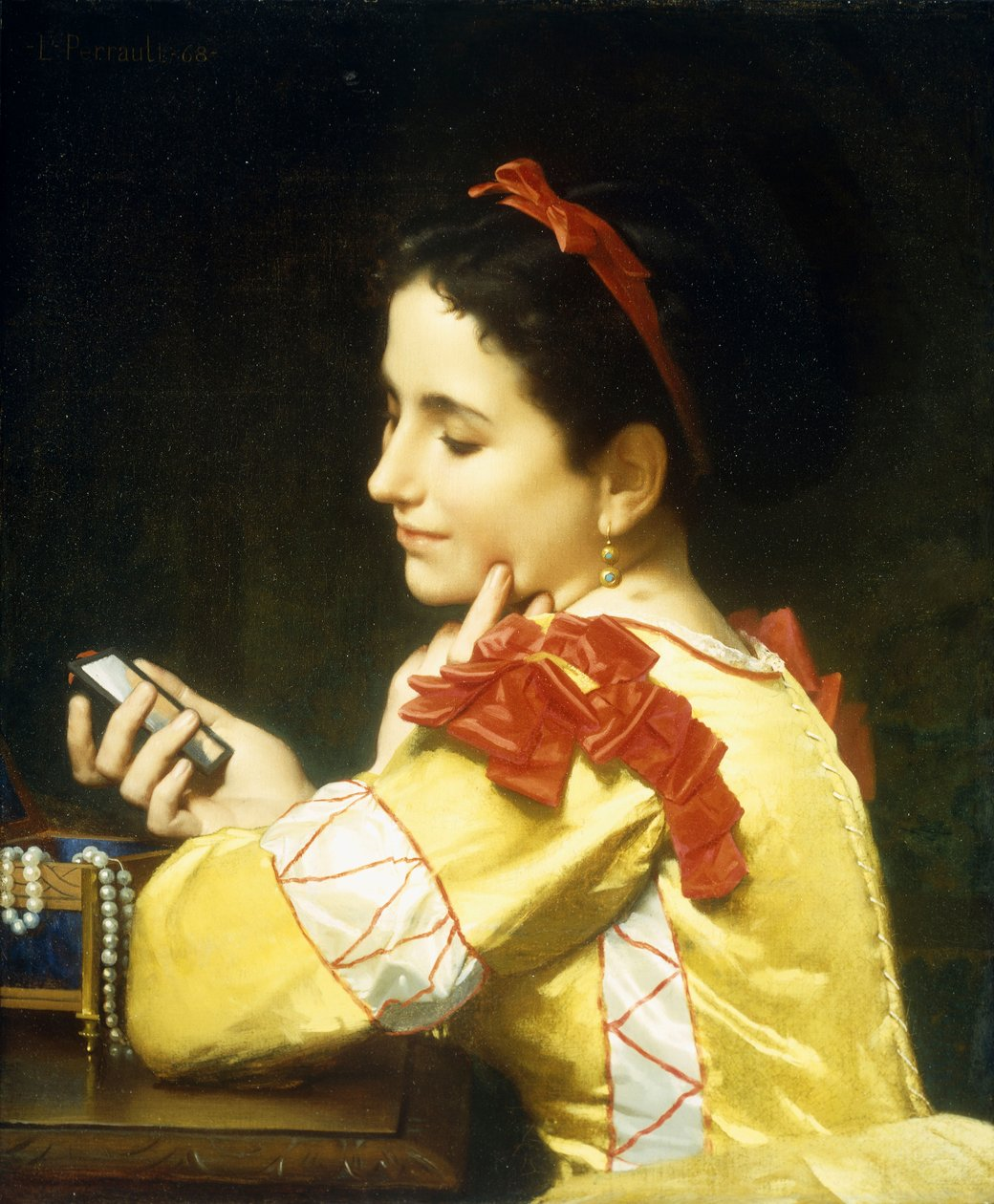
Dame die kijkt in een handspiegel
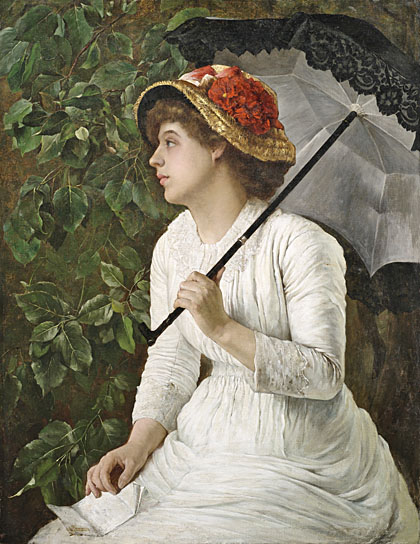
Portret van een jonge vrouw
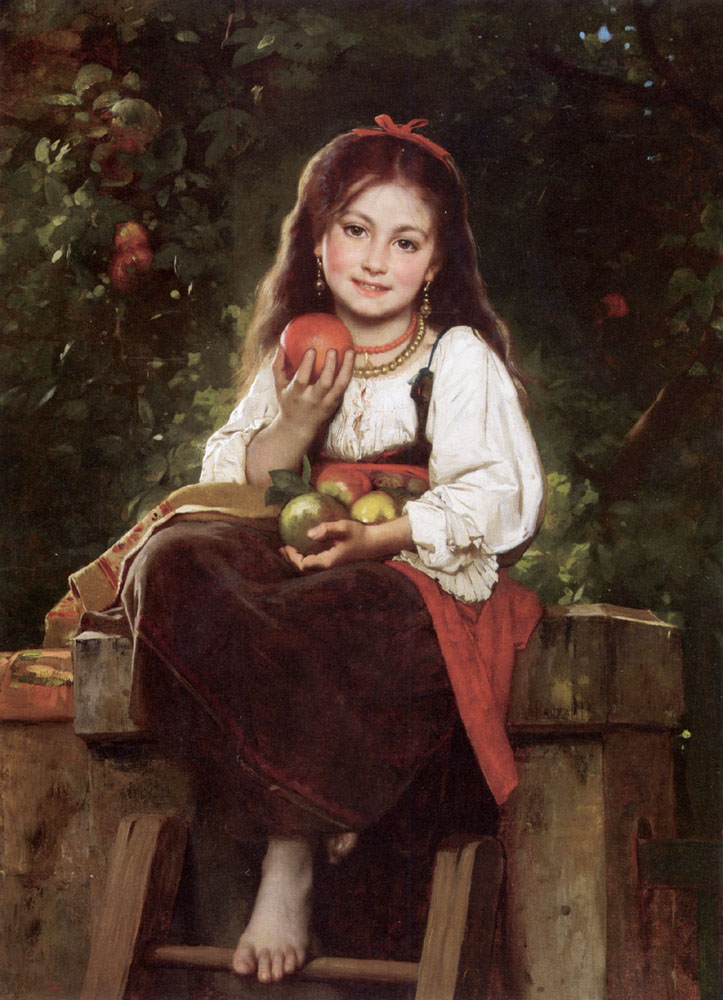
De appelplukster
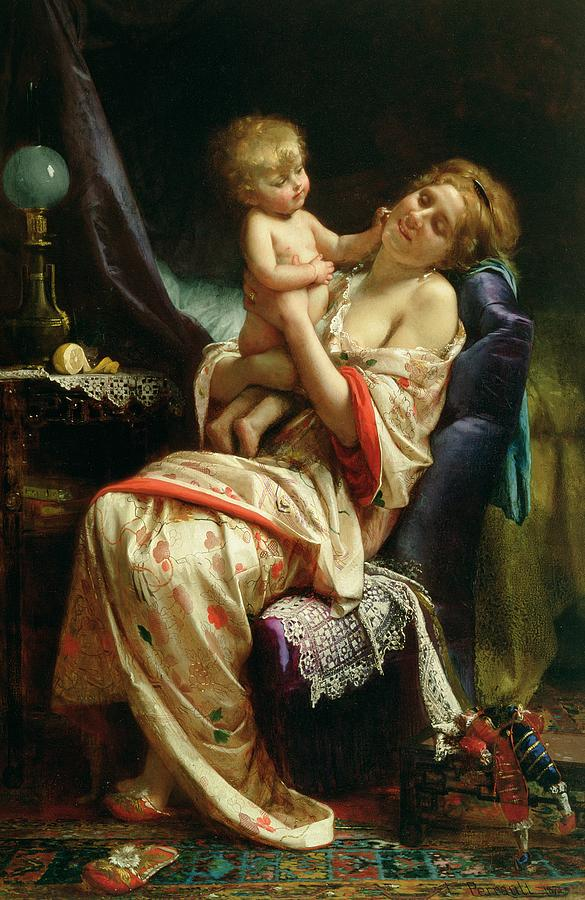
Moederschap
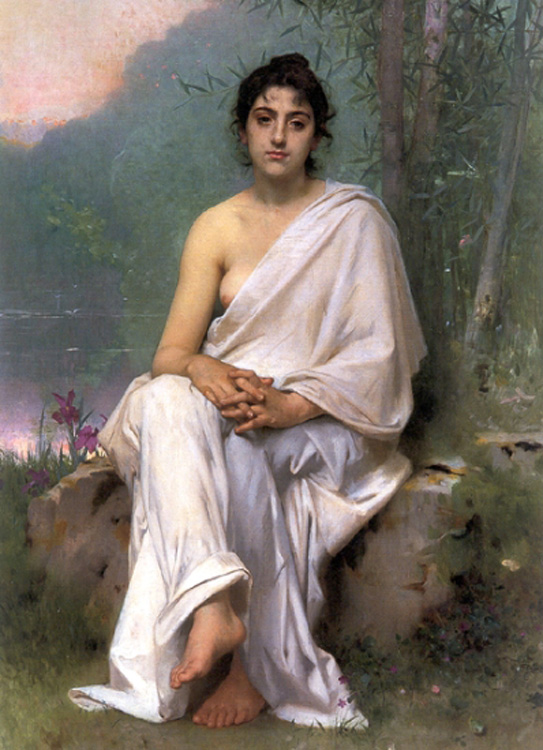
Meditation
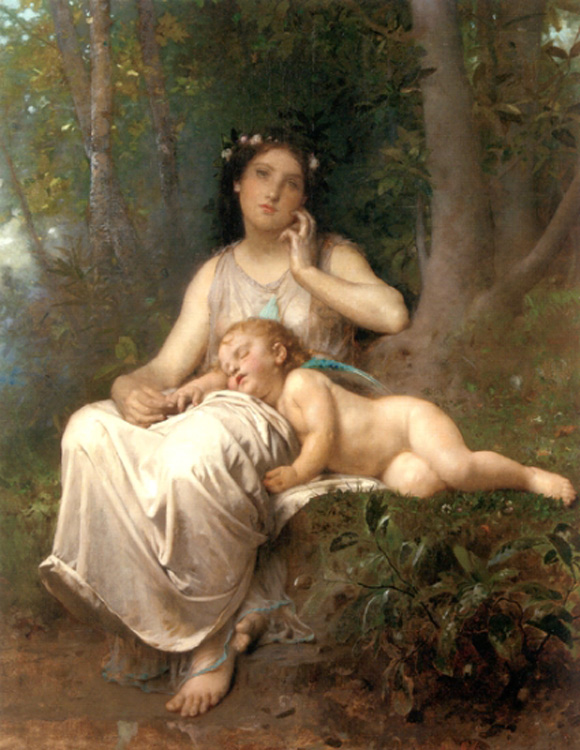
Liefde en onschuld
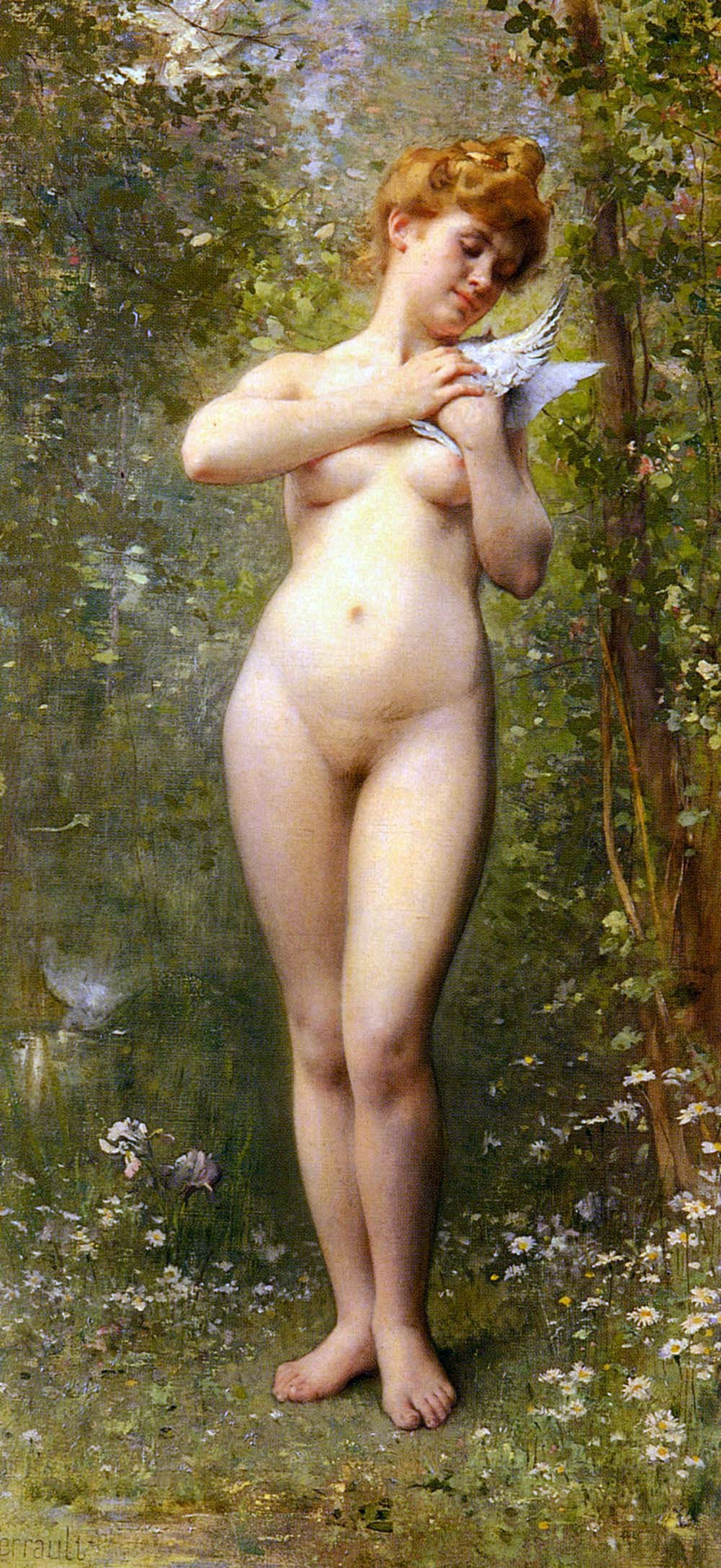
Vénus à la Colombe